# 高知運転所
高知運転所（こうちうんてんしょ）は、高知県高知市布師田にある四国旅客鉄道（JR四国）の車両基地である。運転士・車掌も所属している。

## 概要
土讃線布師田 - 土佐一宮間に位置する。土讃線の高知県内で使用される気動車が配置されている。かつては高知駅構内に併設されていたが、駅の高架化事業に伴い、2002年から現在地に移転した。なお、乗務員基地については現在も高知駅近くに設置されている。

## 配置車両
2023年（令和5年）4月1日現在の配置車両は以下のとおり。所属略号は国鉄型車両が「四コチ」（四＝JR四国、コチ＝高知の電報略号）、機関車・JR型気動車が「知」（＝高知）である。なお、「高」としないのは、高松運転所との重複を避けるためである。

### 気動車
2000系気動車
2100形4両(2103,2118,2121,2123)・2150形3両(2153,2155,2156)の計7両が配置されている。
特急「あしずり」で運用される。
2700系気動車
2700形9両 (2701-2704,2709-2713)、2750形7両 (2751-2754,2761-2763) 、2800形7両 (2801-2807) の計23両が配置されている（他に2730と2780の2両は土佐くろしお鉄道所有車で中村車両基地所属だが当所常駐である）。
2800形は1両にグリーン車・普通車が半分ずつで全車当所配置である。
キハ185系気動車
「志国土佐 時代の夜明けのものがたり」仕様のキロ185形2両 (1867, 1868) が配置されている。
キハ32形気動車
5両 (15,16,18,19,20) が配置されている。
現在は運用から撤退している
1000形気動車
31両 (1001, 1002, 1010 - 1028, 1033, 1034, 1036 - 1043) が配置されている（一部の車両は徳島運転所からの転属車）。
土讃線・土佐くろしお鉄道阿佐線（ごめん・なはり線）で運用される。

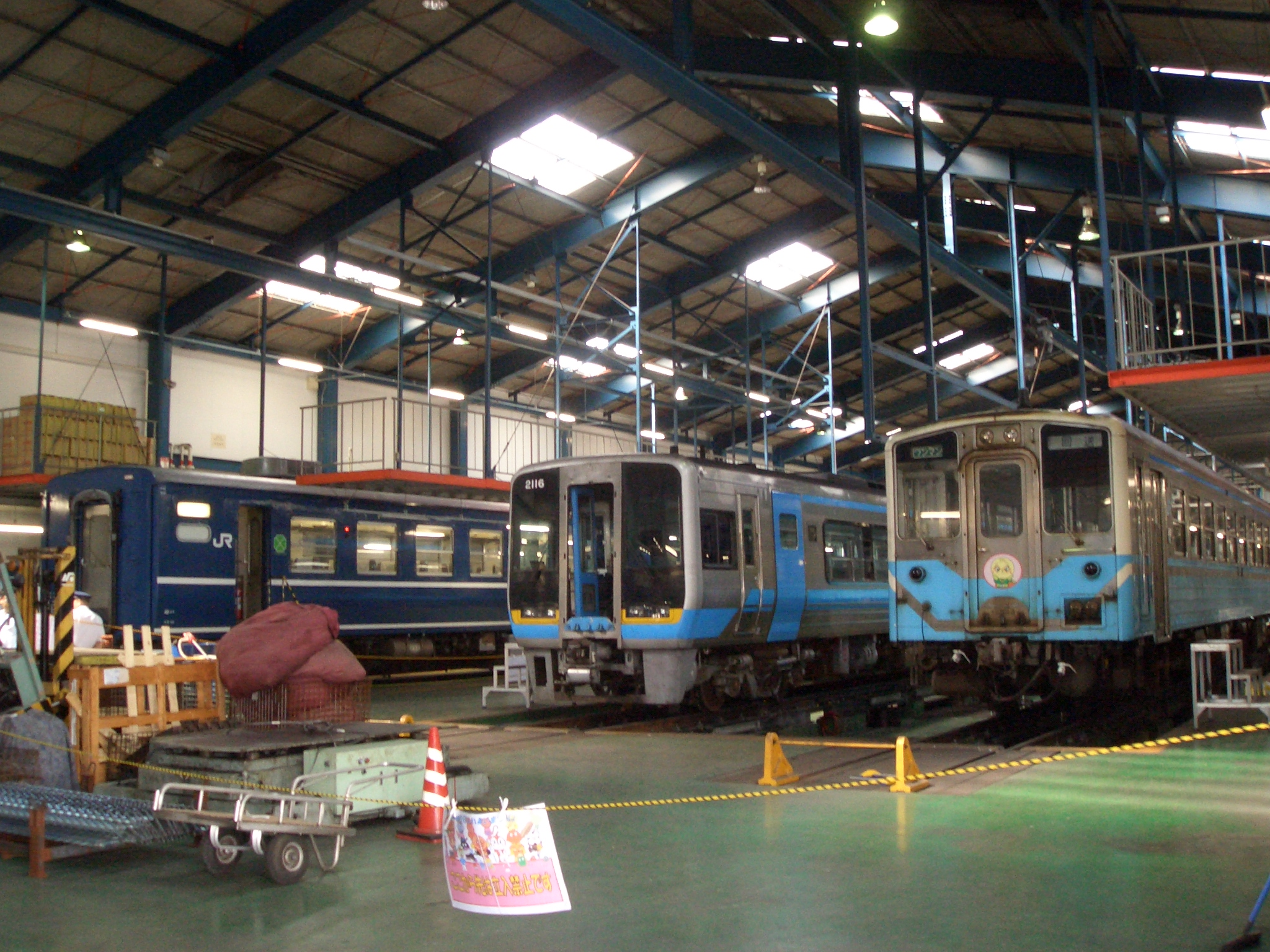
検車庫
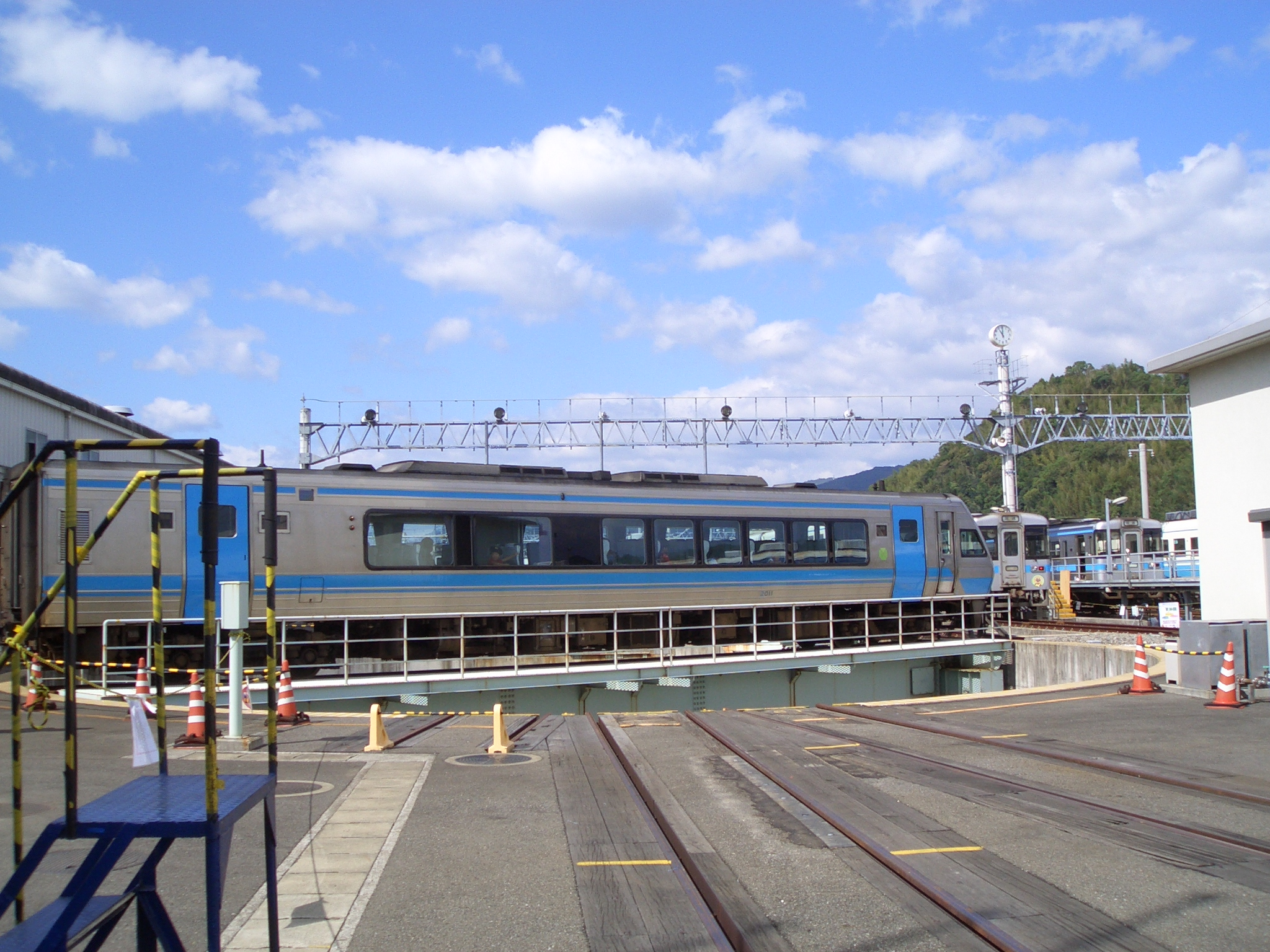
転車台
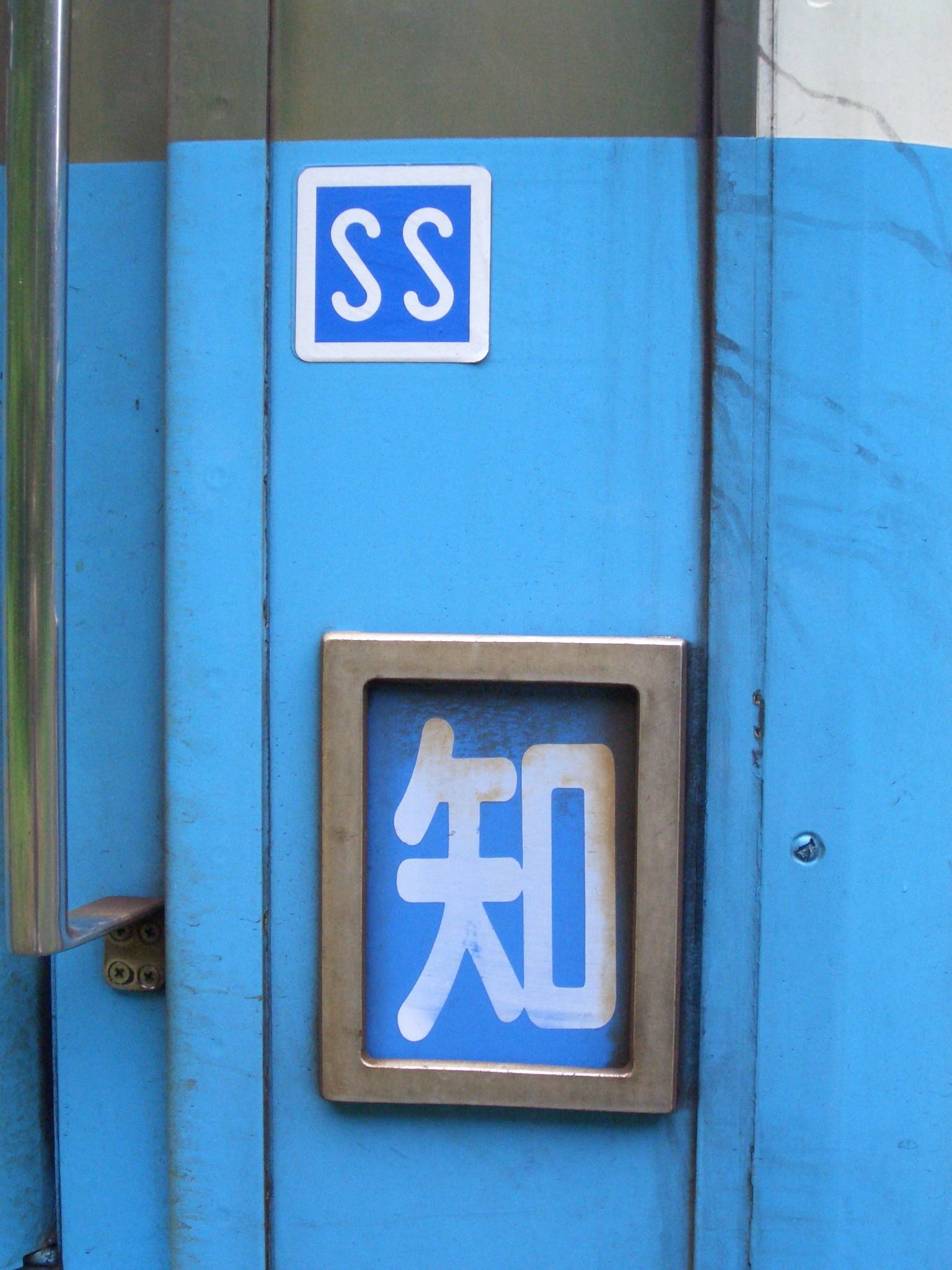
キハ54形に記された略号（現在は松山運転所に転属）

## 歴史
- 1925年（大正14年）11月1日 - 高知線延伸に伴い前年3月に開設した須崎機関庫の業務を移管して高知機関庫発足[3][4]。
- 1936年（昭和11年）9月1日 - 高知機関区に名称変更[5]。
- 1946年（昭和21年）7月1日 - 高知検車区が発足[3][6]。
- 1947年（昭和22年）4月1日 - 高知車電区が発足[3][7]。
- 1950年（昭和25年）4月1日 - 高知検車区と高知車電区を統合し高知客貨車区が発足[3][8]。
- 1975年（昭和50年）3月10日 - 高知客貨車区斗賀野派出所を新設[9]。
- 1984年（昭和59年）2月 1日- 高知機関区と高知客貨車区の統合により高知運転区と改称[3][10]。
- 1987年（昭和62年）
  - 3月 - 気動車の再配置により、高知気動車区と改称[3]。
  - 4月1日 - 国鉄分割民営化により、四国旅客鉄道に移管。
- 1989年（平成元年）4月1日 - 高知車掌区との統合により、高知運転所に改組[3]。
- 1990年（平成2年）11月 - 2000系気動車を配置[3]。
- 2002年（平成14年）3月23日 - 高知駅の高架化工事に伴い、駅構内から現在地へ移転[1]。